# Andreas Nölle
Andreas Nölle (* 9. November 1959) ist ein ehemaliger deutscher Basketballspieler.

## Werdegang
Nölle war im Jugend- und Erwachsenenalter Basketballnationalspieler der Deutschen Demokratischen Republik (DDR). Er bestritt 22 A-Länderspiele. Auf Vereinsebene spielte er für die HSG Technische Hochschule Magdeburg.
Im Altherrenalter nahm er mit dem 1. Magdeburger BC an deutschen Meisterschaften sowie internationalen Wettbewerben wie Europameisterschaften teil.